# Installation photovoltaïque intégrée au bâti

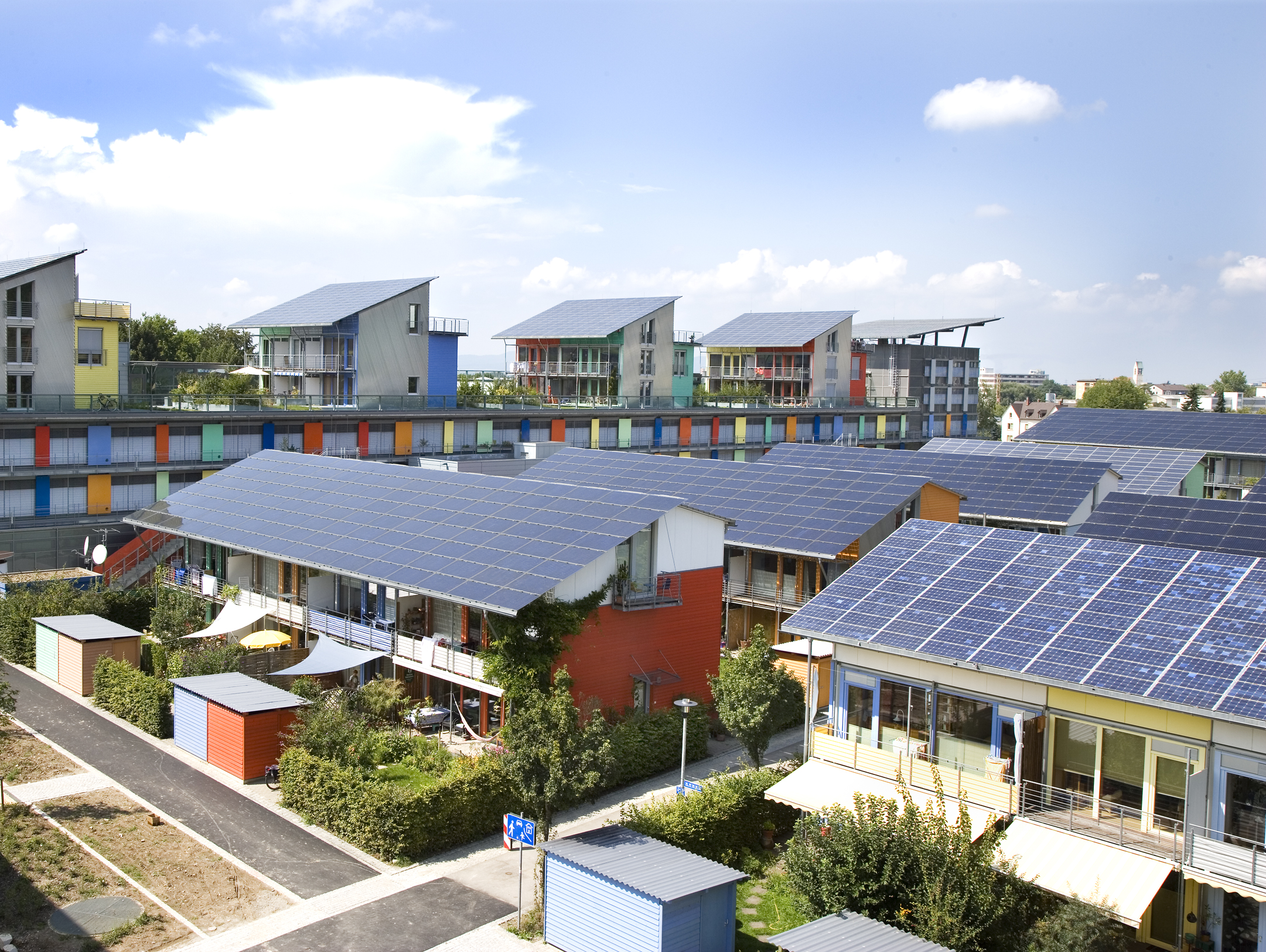
Habitations avec des panneaux solaires intégrés au bâti à Fribourg-en-Brisgau.

Les installations photovoltaïques intégrées au bâti sont des installations photovoltaïques se substituant aux éléments de construction traditionnels des maisons et immeubles. La filière est souvent désignée par son acronyme anglais BIPV (building-integrated photovoltaics).

## Histoire
L’intégration du photovoltaïque au bâti apparait dans les années 1980 aux États-Unis, ces systèmes installés sur des bâtiments connectés au réseau ne sont pas montés en surimposition mais intégrés esthétiquement car le photovoltaïque arrive en ville et ne se limite plus au site isolé.
Cette notion est apparue pour la première fois il y a une quinzaine d’années[Quand ?] dans le programme européen Solar House de Joule II.
Dans les années 1990, la production de modules et de systèmes s’intégrant au bâti commence car la demande augmente mais c'est à partir des années 2000 que ce secteur se développe vraiment grâce aux primes d'intégration sur le tarif d'achat.  
Alors que la filière classique a pour objectif premier de diminuer le rapport W/€ des panneaux solaires , la filière BIPV développe l'esthétisme et la cohérence des installations photovoltaïques dans leur environnement (architecture, règle d'urbanisme...). 

## Types d’intégration
- Toits inclinés :
  - Tuiles photovoltaïques, bardeaux photovoltaïques,
  - Systèmes d’intégration de modules classiques,
  - Bacs acier photovoltaïques,
  - Membranes PV (dans certains cas).
- Toits plats (toitures terrasses) :
  - membranes photovoltaïques,
  - Bacs acier photovoltaïques (dans certains cas).
- Façades :
  - Modules classiques montés sur une structure métallique spécifique,
  - Systèmes d’intégration de modules classiques (pour certains systèmes).
- Pare-soleil :
  - Modules classiques, montés sur une structure métallique spécifique.
- Verrières :
  - Modules semi-transparents, ou translucides  uniquement sur structure spécifique.

Pour les toits inclinés, les façades et les pare-soleils sur lesquels il est possible d’intégrer des modules photovoltaïques classiques, on peut aussi trouver des modules semi-transparents ou translucides qui laissent entrer la lumière et qui donnent un rendu esthétique souvent très réussi.

## Avantages et inconvénients
Une installation intégrée au bâti est plus esthétique, les modules étant au même niveau que la toiture, ce qui rend l'installation discrète. Un gain financier peut être réalisé en cas de rénovation de toiture ; dans le cas de la construction d'une maison neuve, ce système économise le coût de tuiles remplacées par des panneaux solaires.
En revanche, c'est un système complexe qui touche à un élément important de l'habitation, la toiture. Les panneaux solaires sont posés directement sur la charpente, sans espace entre la couverture et les cellules photovoltaïques, ce qui peut faire baisser leur rendement voire entraîner des surchauffes, car le manque d'aération va faire monter le système en température.[réf. nécessaire]

## Aides financières
Une installation intégrée au bâti est un investissement financier important. En France, la prime MaPrimeRénov' Sérénité est accordée à tous les travaux qui permettent un gain énergétique d'au moins 25 %.